# Geomys knoxjonesi
Geomys knoxjonesi är en däggdjursart som beskrevs av Baker och Hugh H. Genoways 1975. Geomys knoxjonesi ingår i släktet Geomys och familjen kindpåsråttor. Inga underarter finns listade i Catalogue of Life.
Kroppslängden med svans är 203 till 282 mm, svanslängden är 57 till 104 mm och vikten varierar mellan 160 och 185 g. Arten är inte lika stor som Geomys bursarius. Arterna skiljer sig även i sina molekylärgenetiska egenskaper. Pälsen är på ovansidan brunaktig med gula nyanser och den blir fram till kroppssidorna och buken ljusare. Fötterna har en vit färg. I varje käkhalva finns en framtand, ingen hörntand, en premolar och tre molarer, alltså 20 tänder i hela tanduppsättningen.
Denna gnagare förekommer i västra Texas och i östra New Mexico (USA). Habitatet utgörs av gräsmarker med några glest fördelade större växter.
Arten äter rötter och gröna växtdelar som stjälkar eller gräs. Hanar och honor parar sig mellan oktober och april och efter cirka 23 dagar dräktighet föds ungarna. Troligen vilar de befruktade äggen en tid innan den egentliga dräktigheten börjar. Individerna kan dela reviret med Cratogeomys castanops.
I jordbruksområden skadas några exemplar när fält brukas eller av bekämpningsmedel. Geomys knoxjonesi är vanligt förekommande. IUCN kategoriserar arten globalt som livskraftig.